# Evelyn Sharp, Baroness Sharp
Evelyn Adelaide Sharp, Baroness Sharp GBE (* 25. Mai 1903 in Hornsey; † 1. September 1985 in Bury St Edmunds, Suffolk) war eine britische Verwaltungsbeamtin und Politikerin, die 1955 als erste Frau Ständige Sekretärin und damit höchste Verwaltungsbeamtin in einem Ministerium sowie 1966 als Life Peer aufgrund des Life Peerages Act 1958 Mitglied des House of Lords wurde.

## Leben

### Aufstieg zur ersten weiblichenPermanent Secretary
Evelyn Sharp begann nach dem Besuch der St Paul’s Girls’ School in Brook Green 1922 ein Studium der Geschichtswissenschaften am Somerville College der University of Oxford, das sie 1926 abschloss. Anschließend begann sie ihre berufliche Laufbahn als Verwaltungsbeamtin im öffentlichen Dienst und war zunächst im Handelsministerium (Board of Trade) sowie danach im Gesundheitsministerium (Ministry of Health) tätig. In den folgenden Jahren befasste sie sich schwerpunktmäßig mit Fragen zur Kommunalverwaltung und wurde während des Zweiten Weltkrieges zum Schatzamt (HM Treasury) abgeordnet.
Kurz vor Kriegsende wurde sie Stellvertretende Sekretärin im Ministerium für Stadt- und Landplanung (Ministry of Town and Country Planning) und übernahm diese Funktion nach der Gründung des Ministeriums für Wohnungsbau und Kommunalverwaltung (Ministry of Housing and Local Government) im Januar 1951. Für ihre Verdienste wurde sie 1948 zur Dame Commander des Order of the British Empire ernannt.
1955 wurde sie schließlich Ständige Sekretärin (Permanent Secretary) im Ministerium für Wohnungsbau und Kommunalverwaltung und übernahm damit als erste Frau in der Geschichte Großbritanniens diese Funktion als höchste Verwaltungsbeamtin in einem Ministerium. 1961 wurde sie zur Dame Grand Cross des Order of the British Empire erhoben. Die Funktion der Ständigen Sekretärin bekleidete sie bis zu ihrem Eintritt in den Ruhestand 1966, wobei der von 1964 bis 1966 amtierende Minister Richard Crossman seine Erfahrungen und Erlebnisse ihrer Zusammenarbeit in seiner Autobiografie Diaries of a Cabinet Minister (1979) beschrieb.

### Oberhausmitglied
Nach ihrem Ausscheiden aus dem Ministerialdienst wurde Evelyn Sharp durch ein Letters Patent vom 19. September 1966 aufgrund des Life Peerages Act 1958 als Life Peeress mit dem Titel Baroness Sharp, of Hornsey in Greater London, in den Adelsstand erhoben. Ihre Einführung (Introduction) in das Oberhaus erfolgte am 26. Oktober 1966 durch Edward Bridges, 1. Baron Bridges und Norman Brook, 1. Baron Normanbrook. Sie gehörte damit bis zu ihrem Tod dem House of Lords als Mitglied an. Im Oberhaus schloss sie sich den Crossbencher an, der Gruppe der parteilosen Oberhausmitglieder.
Zuletzt war Baroness Sharp von 1977 bis zu ihrem Tod auch Präsidentin der Wohnungsbaugesellschaft London & Quadrant Housing Trust.

## Veröffentlichungen
- Sir Alan Barlow: Bt., GCB KCB MA LL.D, 25th December 1881-28th February 1968. Rampant Lions Press, 1968.
- The Ministry of Housing and Local Government. Allen & Unwin, 1969.
- Transport planning: the men for the job: a report to the Minister of Transport. H.M. Stationery Office, 1970.
- Mobility of physically disabled people. H.M. Stationery Office, 1974.
- Dartmoor: a report by Lady Sharp G.B.E. to the Secretary of State for the Environment and the Secretary of State for Defence of a public local inquiry held in December 1975 and May 1976 into the continued use of Dartmoor by the Ministry of Defence for training purposes. H.M. Stationery Office, 1977.